# 泰拉維

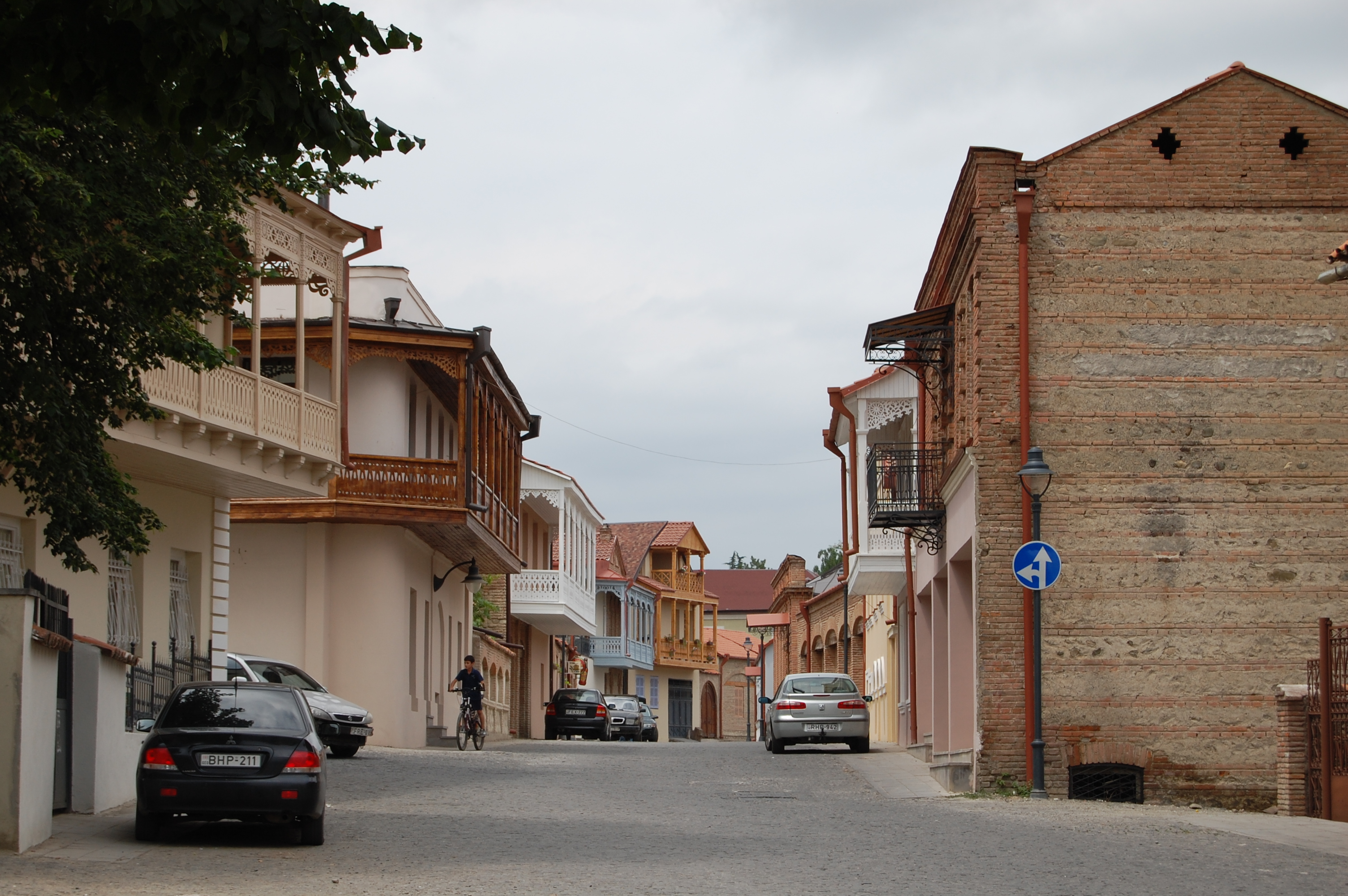
泰拉維

泰拉維（Telavi）是格魯吉亞東部卡赫蒂大区泰拉維市鎮的城市及其行政中心，亦为所属大区的区府。距離首都第比利斯70公里，面積16.85平方公里，海拔高度490米，是該國主要的運輸、工業、農業和文化中心，2014年人口19,629。

## 外部連結
- Silk road and beyond - Telavi.
- Kakheti.net tourism site

41°55′N 45°29′E / 41.917°N 45.483°E